# Ruddy Nelhomme
Ruddy Nelhomme (Pointe-à-Pitre, 15 marzo 1972) è un allenatore di pallacanestro ed ex cestista francese.

## Palmarès

### Individuale
- Miglior allenatore della LNB Pro A: 1

Poitiers: 2009-10